# Cirebon
Pour les articles homonymes, voir Cirebon (homonymie).
Cirebon (anciennement orthographié Cheribon) est une ville d'Indonésie dans la province de Java occidental, sur la côte nord. Elle a le statut de kota.

## Histoire
Cirebon est l'un des ports de la côte nord de Java, ou Pasisir, qui existait déjà à l'époque du royaume de Majapahit de Java Est (1294-1478). La cité était sans doute déjà gouvernée par un prince musulman à la fin du XVe siècle. Mais la tradition javanaise attribue son essor à Sunan Gunung Jati, l'un des neuf "saints" ou Wali Sanga qui, selon la légende, auraient propagé la foi musulmane à Java. Gunung Jati serait né à Pasai, un ancien sultanat dans le nord de Sumatra que Marco Polo avait visité en 1292, constatant que le souverain de ce port était musulman. Quand les Portugais, installés à Malacca qu'ils ont conquise en 1511, occupent Pasai de 1521 à 1524, Gunung Jati se rend à la Mecque.
À son retour, il se rend à Demak, principauté du Pasisir de Java Centre fondée à la fin du XVe siècle par un Chinois musulman nommé Cek Ko-po. Gunung Jati épouse une sœur de Trenggana, le souverain de Demak. À la tête d'une armée, il dépose le prince de Banten, qui s'était affranchi du royaume hindouiste de Pajajaran.
Gunung Jati s'installe à Cirebon en 1552, où il fonde une nouvelle lignée royale.
Cirebon a des visées sur la principauté hindoue de Sumedang, alliée du royaume, hindou lui aussi, de Pajajaran, qui tombe en 1579 sous les coups du royaume musulman de Banten. La légende raconte qu'en 1580 Geusan Ulun, prince de Sumedang, inflige une leçon au roi musulman de Cirebon, le Panembahan ("celui à qui on rend hommage") Ratu. Hindouiste, il se fait passer pour un élève en religion et est admis au palais. Il s'enfuit alors avec la jeune reine Harisbaya, la ramène dans son palais et l'épouse.
En 1705, le sunan Pakubuwana I de Mataram cède le Priangan et Cirebon à la VOC (la Compagnie néerlandaise des Indes orientales) en remboursement des services rendus lors de la première guerre de Succession javanaise à l'issue de laquelle il a pu monter sur le trône. À la fin du XVIIIe siècle, la VOC appelait "Preanger" la région couvrant les actuels kabupaten suivants :

## Les cours princières de Cirebon
Cirebon est le siège de quatre cours dont les princes portent le titre de "sultan", sauf ceux du Kaprabonan, qui portent le titre de Panembahan ("celui à qui on rend hommage").

### Kraton Kasepuhan
- 1791 - 1819 Sultan Sepuh IX bin Sultan Sepuh VIII
- 1789? Maulana Pakuningrat Sultan Sepuh
- 1798 - 1819 Sultan Anom VI bin Muhammad Khairuddin
- ... - 198... Sultan Anom Muhammad Nurus
- ... - 2002 Haji Muhammad Djalaluddin
- 2003 - Deux prétendants : Muhammad Saladin et Raja Muhammad Emiruddin (certains princes de Cirebon portent le titre de "Raja")

### Kraton Kanoman

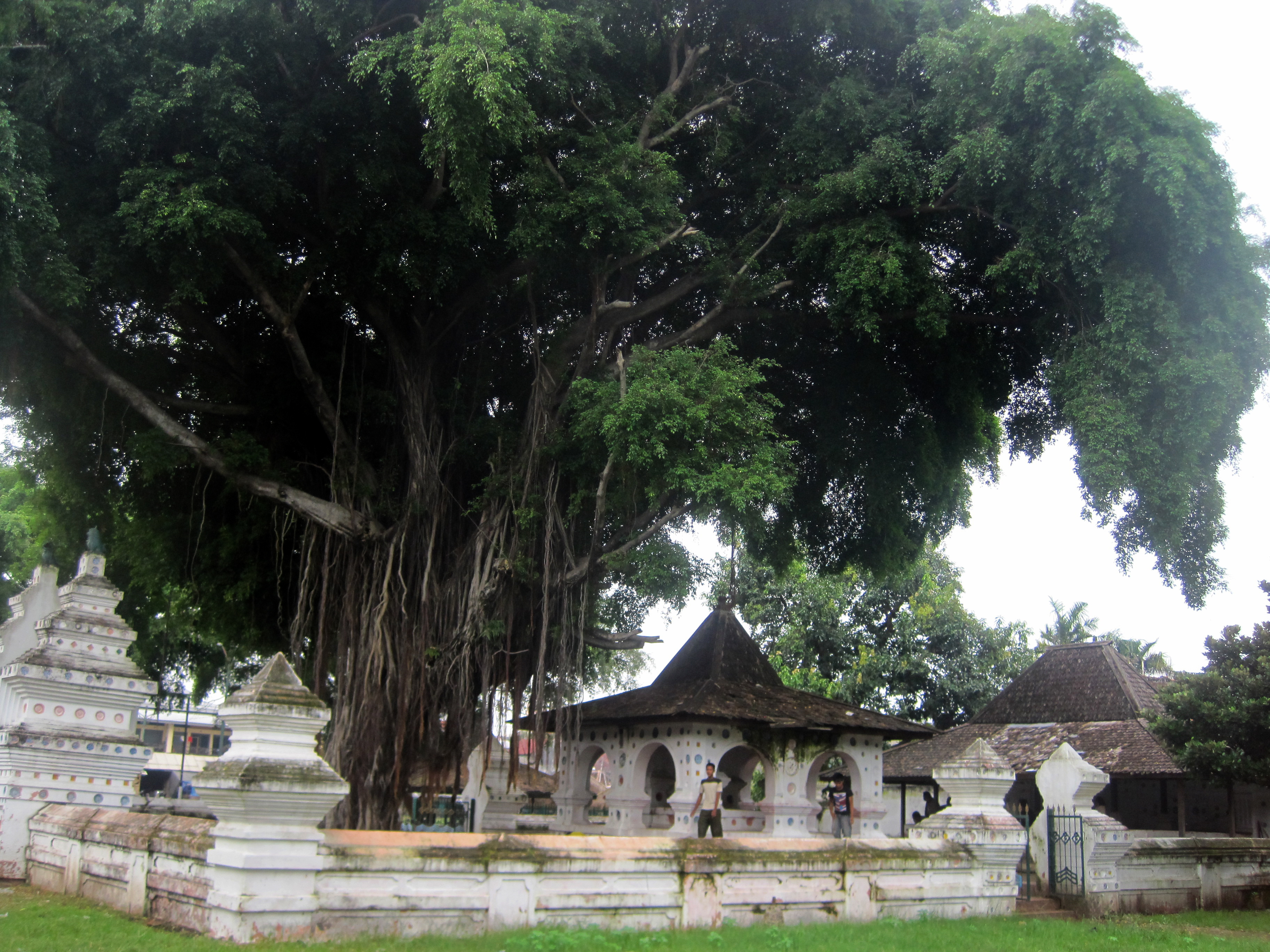
Le Kraton Kanoman

### Kraton Kacirebonan
- 1768 - 1808 Vacant
- 1808 - 1810 Sultan Cirebon IV bin Sultan Sepuh VIII
- 1810 - 1819 Vacant
- 1989? Sultan Cirebon Amir Natadiningrat

### Kraton Kaprabonan
- 1733 - 1773 Panembahan Cirebon V Muhammad Tair Jariri Sabririn Tajul Arifin bin Muhammad Akbaruddin
- 1773 -......

## Langue, culture et tourisme
La langue de Cirebon est un dialecte javanais marqué par des influences du soundanais, la langue dominante dans la partie ouest de Java. Les gens de Banyumas considèrent que le parler de Cirebon fait partie du même dialecte que le leur.
Cirebon est le siège de quatre cours princières, dont chacune a son kraton (palais) :
- le Kasepuhan ;
- le Kanoman ;
- le Kaprabonan ;
- le Kacirebonan.

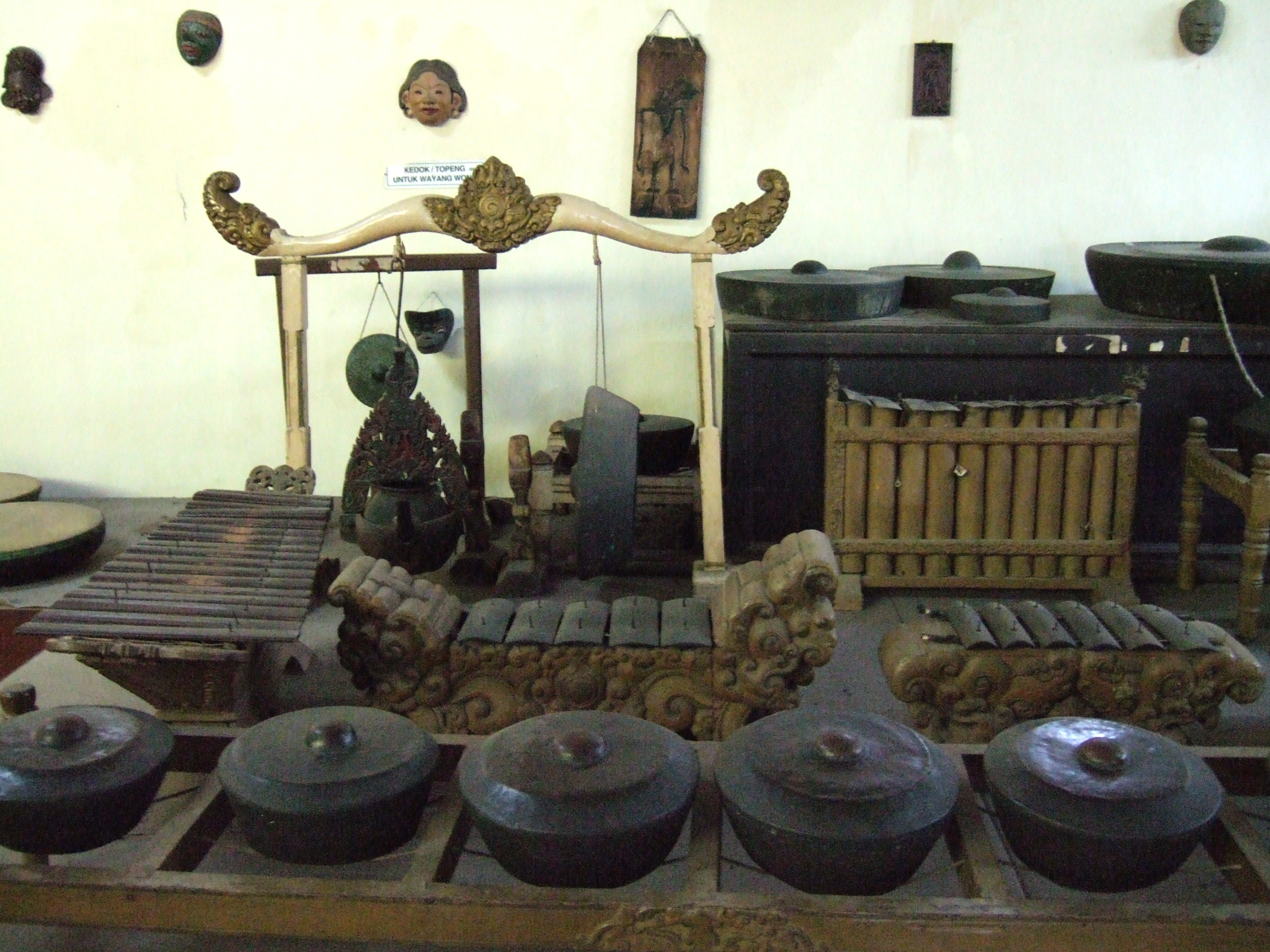
Le gamelan Si Ketuyung du Kraton Kasepuhan

La culture de cour de Cirebon revendique un triple héritage : hindouiste, chinois et musulman. Une illustration en est le Kereta Kencana Singabarong ("carrosse d'or du lion"), carrosse royal exposé au palais Kasepuhan, qui allie des éléments de ces trois cultures.
Cirebon maintient vivante un art de cour original, notamment dans le théâtre d'ombres, la musique et la danse.
Le mausolée de Sunan Gunung Jati est un bel exemple d'architecture mêlant des éléments javanais, chinois, musulmans et européens. On y trouve aussi la tombe de la Putri Cina ("princesse de Chine"), épouse légendaire de Sunan Gunung Jati. Devant la porte sculptée dans le style chinois viennent prier des pèlerins d'origine chinoise qui dans leur grande majorité ne sont pas musulmans. « Les rites sont aussi d'origine chinoise : on dépose, comme au temple, de la nourriture en offrande, on fait brûler de l'encens mais en baguettes fichées dans un vase de cuivre rempli de sable, on lance des pièces de monnaie mêlées aux pétales de fleurs, etc. ».

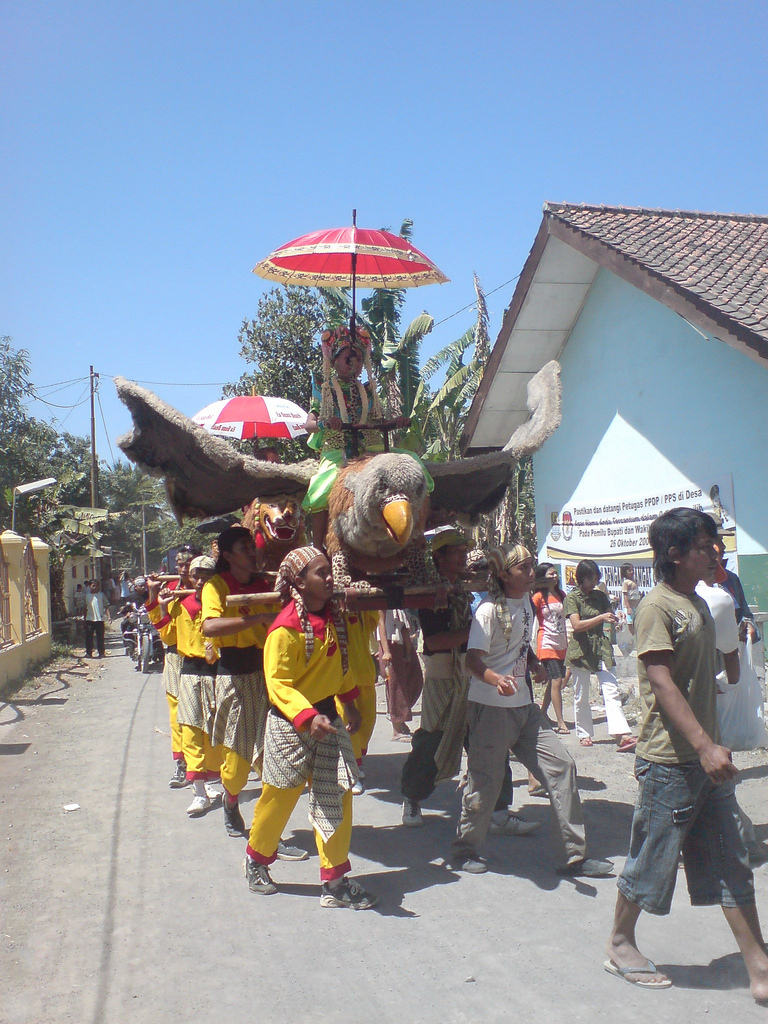
La parade du Burokan à Cirebon

La ville a conservé le charme d'une atmosphère du début du XXe siècle.
Cirebon possède un aéroport (code AITA : CBN).
Cirebon est également le nom donné à une épave du Xe siècle découverte au large de la ville. L'étude de la cargaison fait l'objet d'un site internet : http://cirebon.mariemont.museum/.

### Batik

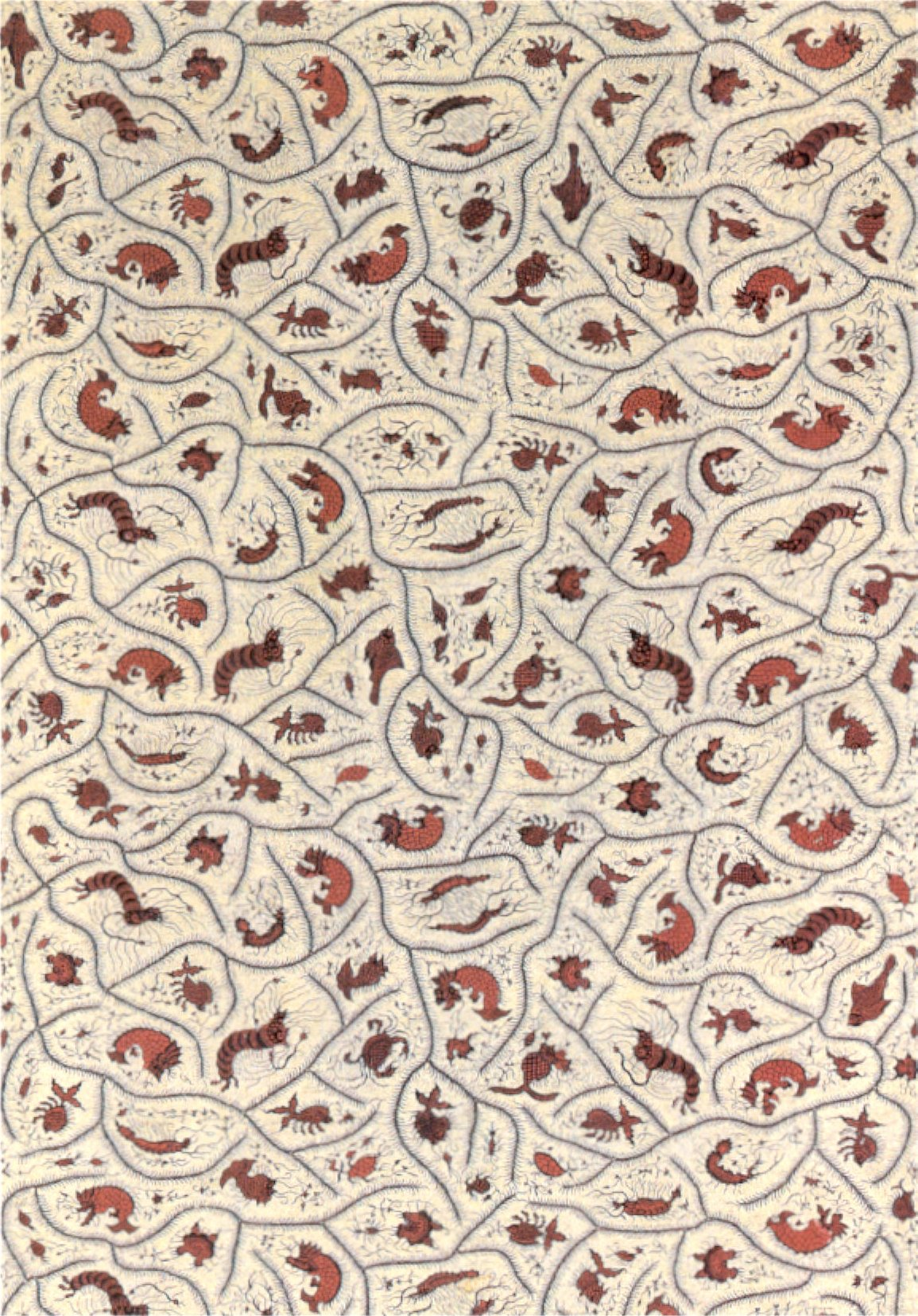
Motif de batik de Cirebon (début du XXe siècle)

### Cuisine
La cuisine de Cirebon appartient à celle du Pasisir, comme les Javanais appellent la côte nord de leur île. Les plats les plus populaires à Cirebon sont :
- Nasi lengko : riz accompagné de germes de soja, de tofu frit et de tempe (pâté de soja)
- Nasi jamblang : riz accompagné de divers plats
- Empal gentong : curry de viande de bœuf
- Tahu gejrot : tofu frit avec du sucre
- Tahu tek-tek : tofu frit aux légumes et à la sauce cacahuète
- Ayam panggang : poulet au four.

## Jumelages
- Séoul (Corée du Sud)
- Suwon (Corée du Sud)
- Jeonju (Corée du Sud)
- Hwaseong (Corée du Sud)
- Busan (Corée du Sud)
- Moscou (Russie)
- Brisbane (Australie)
- Melbourne (Australie)
- Bandung (Indonésie)
- Palembang (Indonésie)
- Dublin (Irlande)
- Vancouver (Canada)
- Pekanbaru (Indonésie)
- Gold Coast (Australie)

## Personnalités
- Affandi (1907-1990), peintre indonésien né à Cirebon'
- Jenny Dalenoord (1918-2013), illustratrice, graphiste et aquarelliste née à Cirebon'

## Galerie

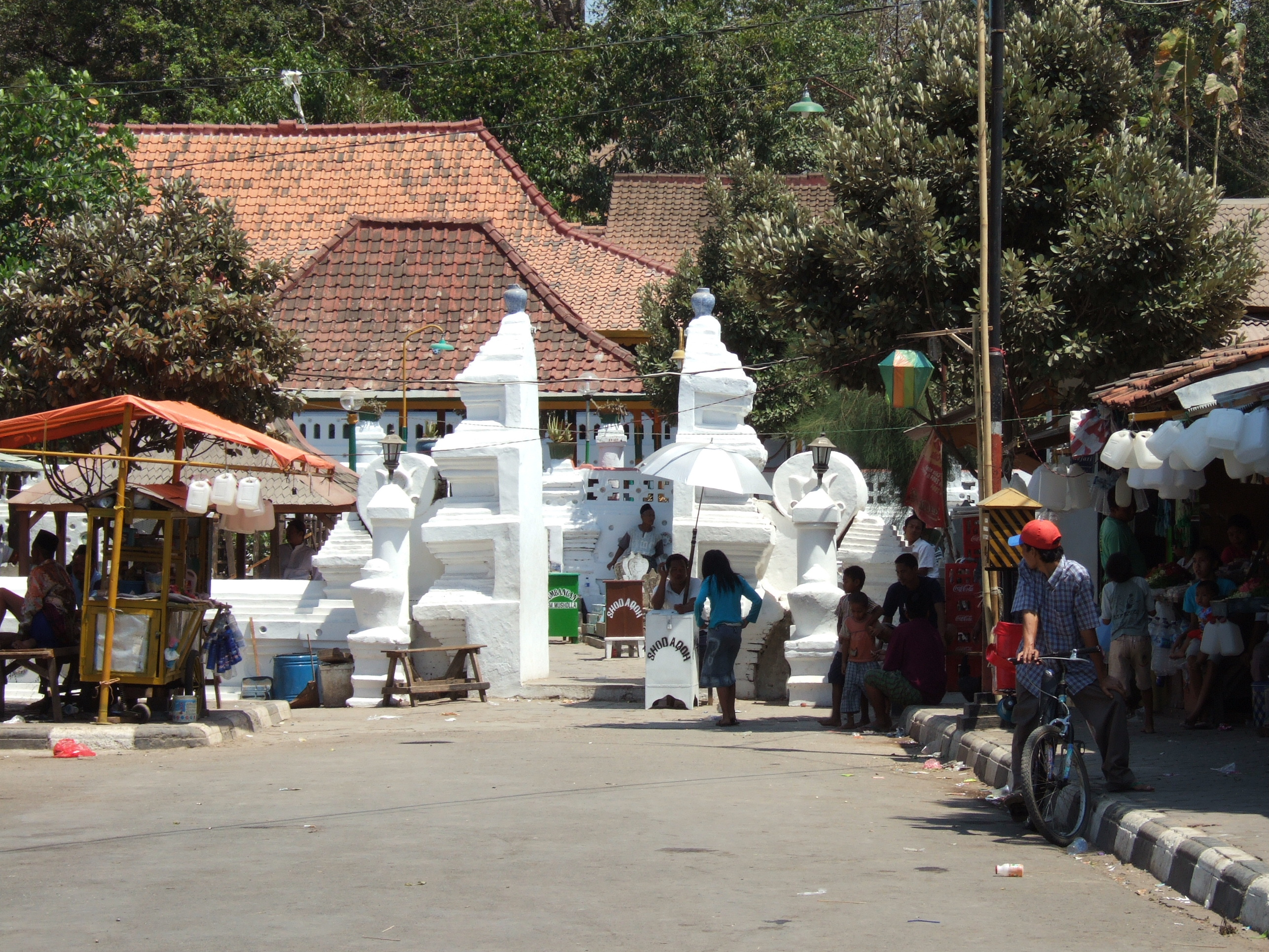
Entrée du mausolée de Sunan Gunung Jati
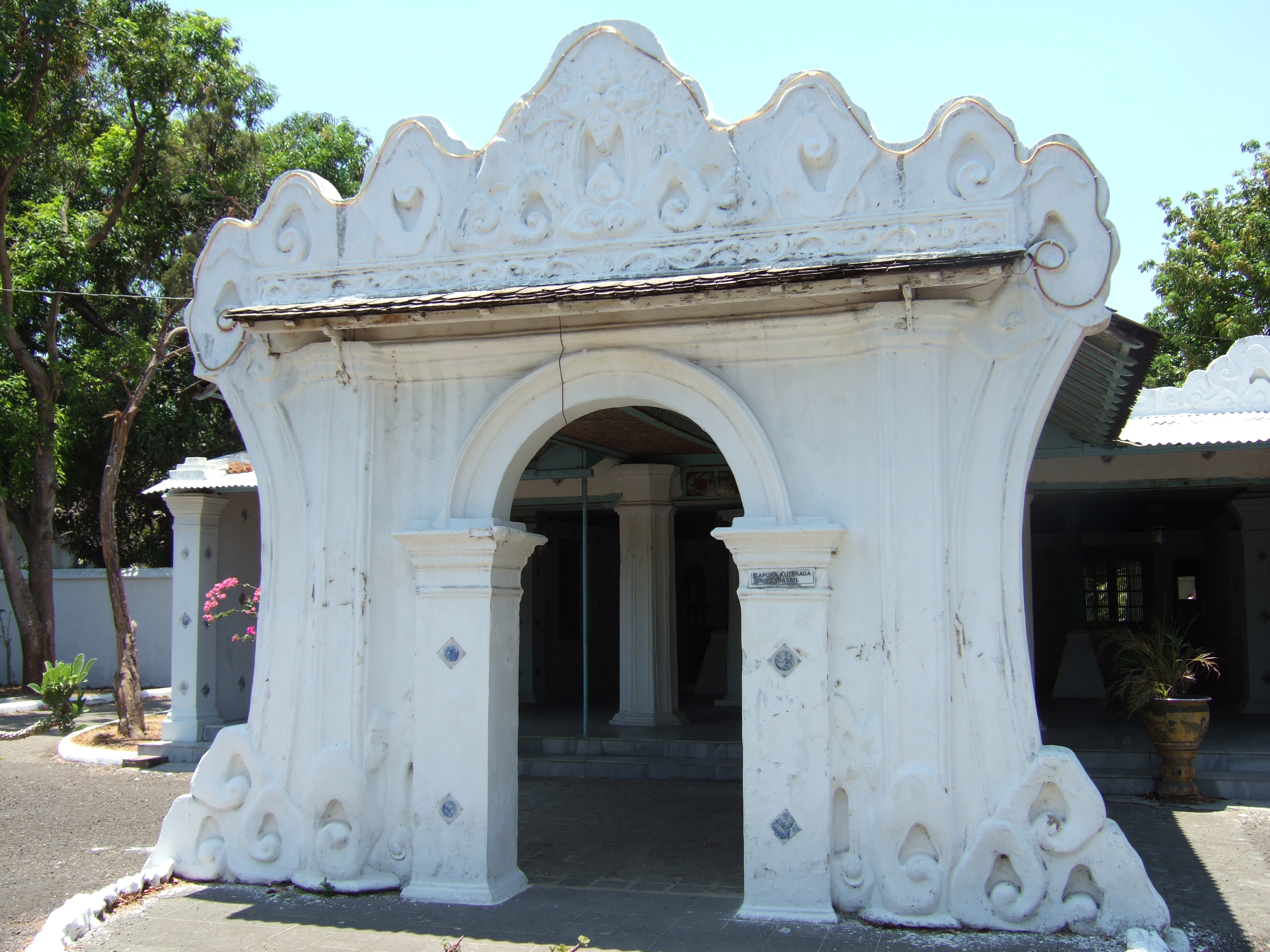
Entrée du kraton (palais royal) du Kasepuhan
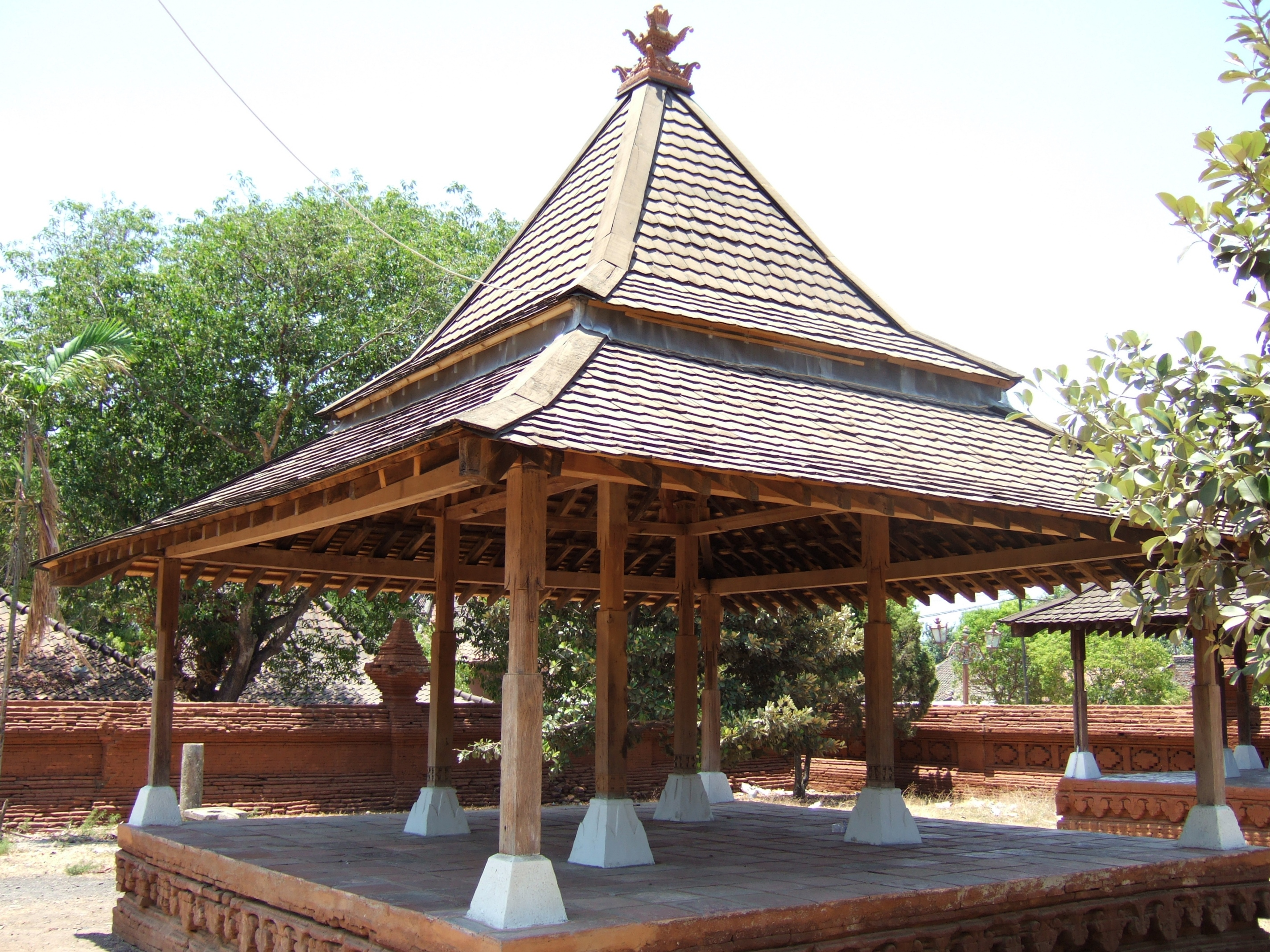
Pavillon dans l'enceinte du palais Kasepuhan
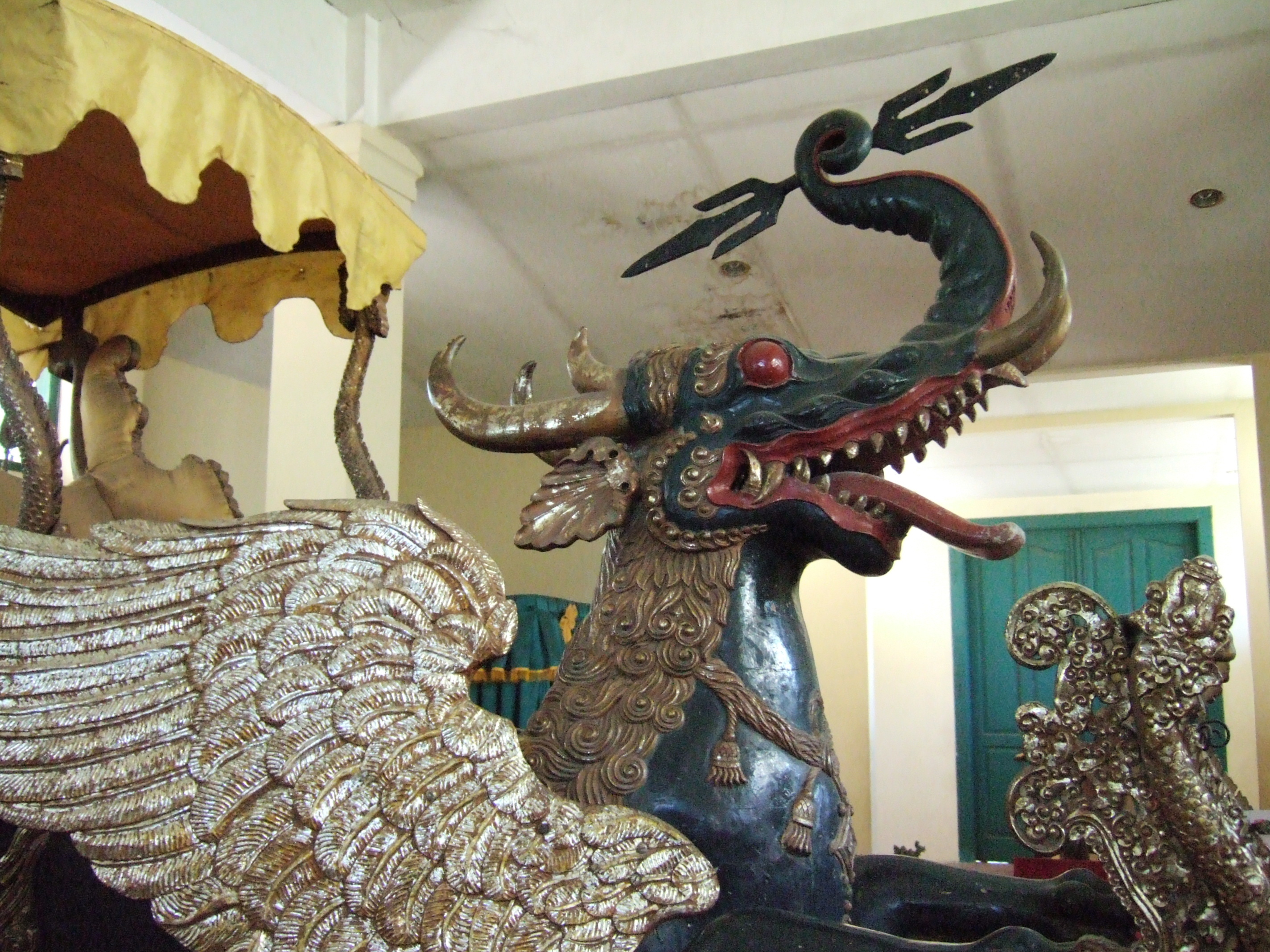
Le Kereta Kencana Singabarong associant les trois symboliques hindouiste, chinoise et musulmane
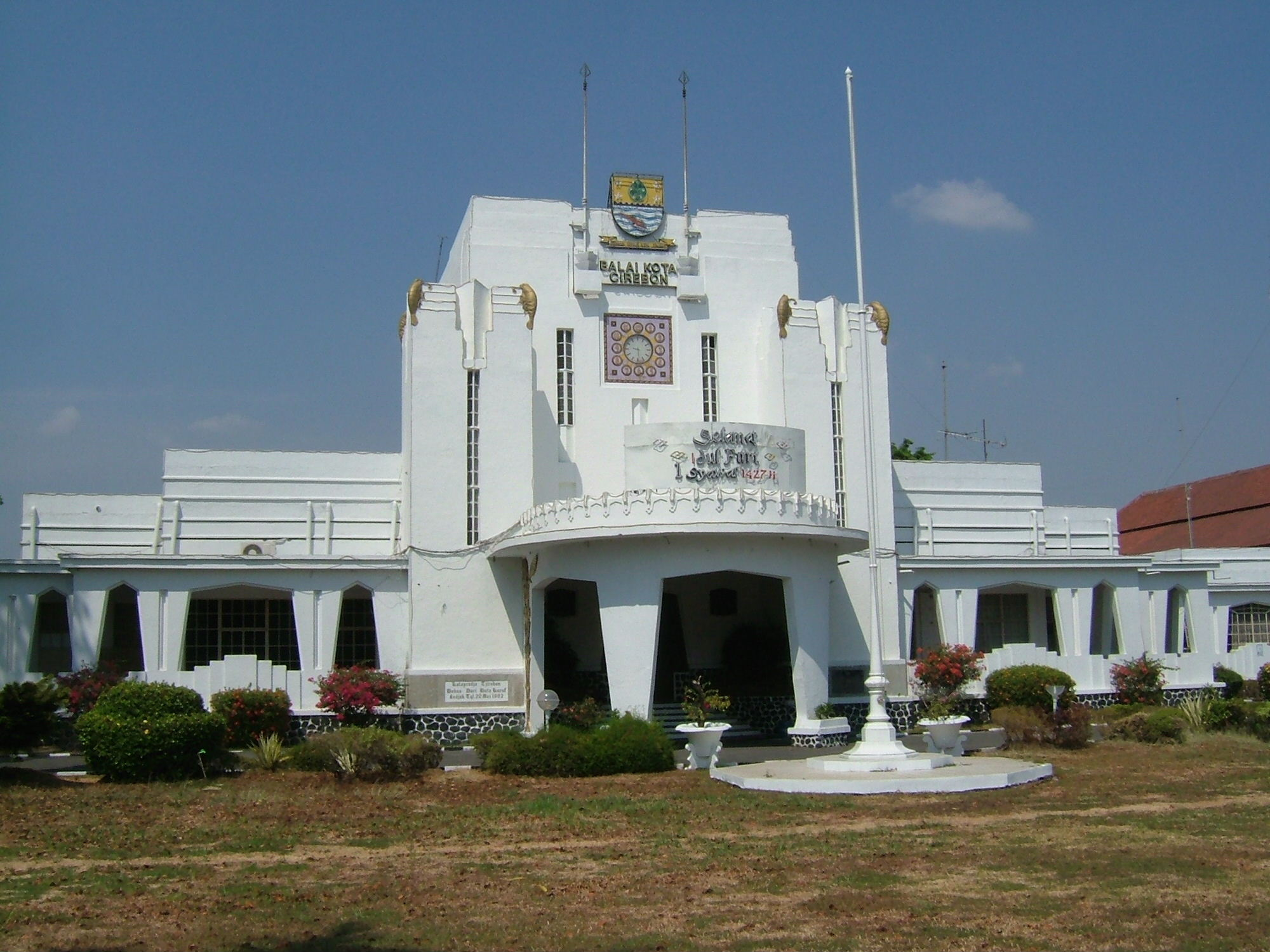
La mairie de Cirebon
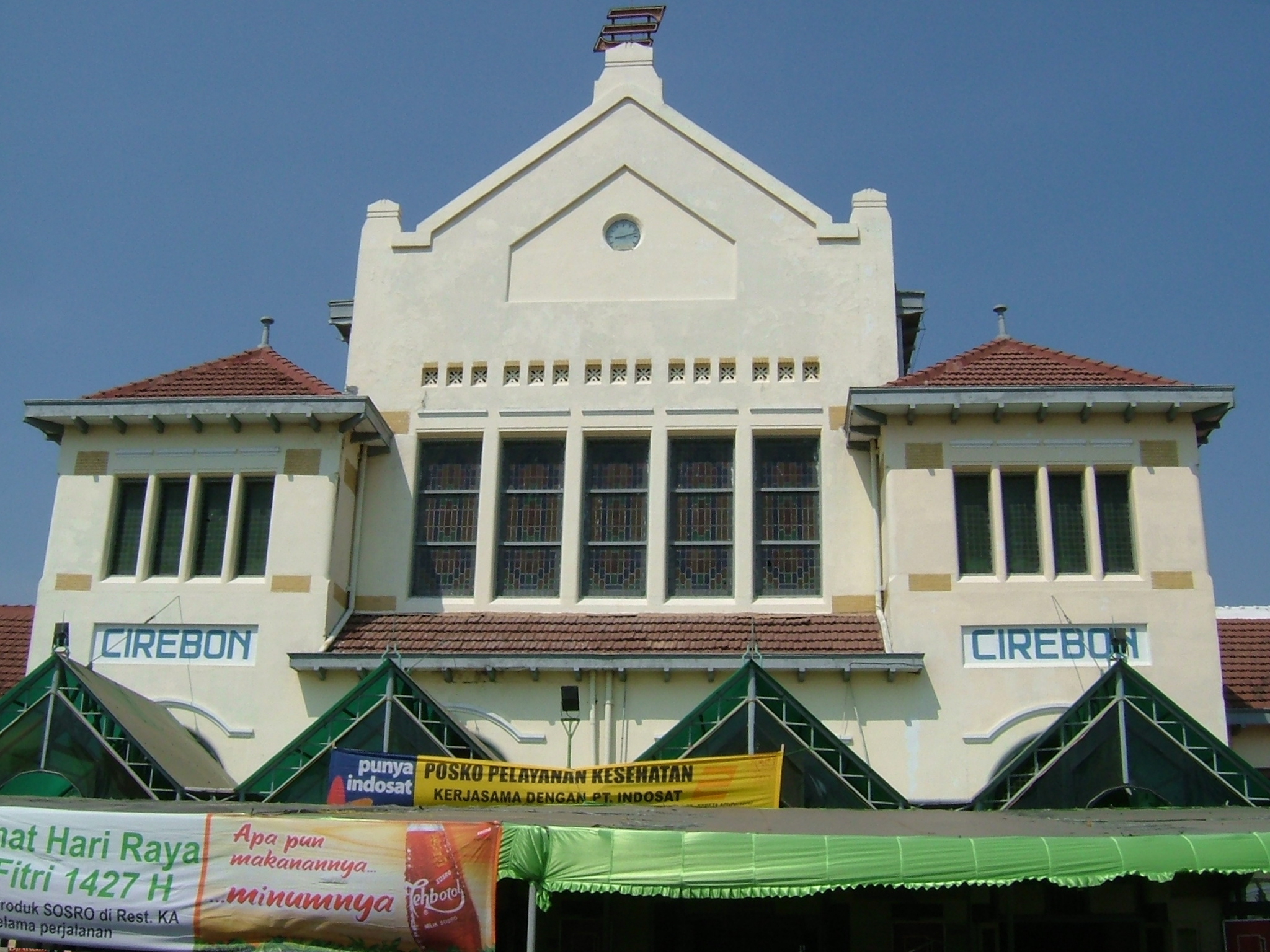
La gare de chemin de fer de Cirebon